# 潍坊机场
潍坊机场是中國的一座機場，位於山東省潍坊市，屬於4D級军民合用機場。

## 概況

### 潍坊机场概况
潍坊机场于1993年7月3日正式开工，1995年6月底竣工；1995年12月11日，经国务院、中央军委（1995）118号文批准为军民合用机场；1996年1月14日通过国家民航总局正式验收，同年4月4日正式通航。潍坊机场飞行区为民航4D级标准，可起降B737、A300及以下机型；主跑道长2600米，宽48米；平行滑行道长2033米，宽38米；停机坪20000平方米，可供3架C类飞机同时使用。机场总建筑面积19182平方米，总投资2.49亿元人民币。可满足高峰每小时150人次，年吞吐量32万人次的需要。2008年新增04、05号机位，2011年新增06号机位，2015年9月将03号远机位改为近机位（登机桥）。2022年，潍坊新机场建成后，该机场民航部分将会永久停用。

### 潍坊新机场概况
潍坊新机场位于山东省寿光市稻田镇东北部，距潍坊中心城区公路距离23公里，距寿光市公路距离21公里，紧靠青银高速、荣乌高速、潍日高速、济青高铁，交通便利。新机场占地面积为6000至8000亩，将新建一条3000×45米的跑道与等长滑行道、含11个民航机位站坪（10条登机桥，1个远机位）的民航航站楼，1万平方米停车场，配套建设通信、导航、气象、供油、消防救援及相关辅助设施。新机场建成后将能够满足2025年1.53万起降架次，旅客吞吐量150万人次（国内143万人次、国际7万人次）、货邮吞吐量8.45万吨的需要。新机场将立足于潍坊优越的区位优势，形成客货同步发展，服务潍坊、服务山东，辐射华东、华北、东北、华南的环渤海地区举足轻重的航空物流分拨中心和货运枢纽节点机场，国内国际兼顾，辐射东北亚区域的重要的支线机场。

## 航空公司與航点

### 客运

#### 2024冬航季
| 航空公司 | 目的地                 |
| -------- | ---------------------- |
| 青岛航空 | 海口、沈阳、长沙、长春 |
| 九元航空 | 广州、大连             |
| 长龙航空 | 哈尔滨、杭州、长春     |

#### 历史航点
| 航空公司     | 目的地                                                                       |
| ------------ | ---------------------------------------------------------------------------- |
| 中国东方航空 | 首尔/仁川 (包机)                                                             |
| 中国南方航空 | 武汉                                                                         |
| 海南航空     | 北京/首都、广州、上海/浦东、大连、深圳、宁波、南昌、杭州、长春、海口、哈尔滨 |
| 天津航空     | 北京/首都、上海/虹桥、上海/浦东、天津 (包机)、大阪/关西 (包机)               |
| 春秋航空     | 上海/浦东                                                                    |
| 福州航空     | 福州、银川                                                                   |
| 长安航空     | 西安、长春、营口                                                             |
| 瑞丽航空     | 昆明                                                                         |
| 金鹏航空     | 上海/浦东                                                                    |
| 北部湾航空   | 海口、桂林、长沙、三亚、南宁                                                 |
| 青岛航空     | 三亚、宁波、铜仁、哈尔滨、太原、西双版纳、大连、延吉                         |
| 华夏航空     | 重庆、成都/天府、大连                                                        |
| 泰国微笑航空 | 曼谷/素万那普 (包机)                                                         |

### 货运
| 航空公司     | 目的地           |
| ------------ | ---------------- |
| 顺丰航空     | 鄂州、深圳、杭州 |
| 中国邮政航空 | 大连、南京       |